# Suero de Quiñones

Armas de la familia Quiñones

Suero de Quiñones (León, c. 1409-Barcial de la Loma, 11 de julio de 1456) fue un noble caballero del Reino de León, señor de Navia, y es recordado históricamente por su hazaña en el «Paso honroso», una justa caballeresca celebrada en el puente sobre el río Órbigo que marcó un hito en la Edad Media española. Su vida y logros han pasado a formar parte de la literatura caballeresca y de la memoria colectiva de España, siendo citado incluso en obras literarias tan emblemáticas como el Quijote de Cervantes.

## Orígenes y entorno familiar
Suero de Quiñones nació en una familia de alta nobleza leonesa. Era hijo de Diego Fernández de Quiñones, merino mayor de Asturias, y de María de Toledo. Sus abuelos paternos, el asturiano Diego Fernández Vigil de Aller y Leonor Suárez de Quiñones, también formaban parte de la nobleza de la región, mientras que sus abuelos maternos, Fernán Álvarez de Toledo y Meneses, II señor de Valdecorneja, y su esposa Leonor López de Ayala, señora de Torrejón de Velasco, provenían de linajes influyentes en la Corona de Castilla. Esta mezcla de ascendencias dotó a Suero de una posición de notable influencia política y social en los reinos hispánicos del siglo XV.
Su padre, Diego Fernández de Quiñones, consolidó la importancia de la familia al fundar cuatro mayorazgos, asegurando así la preservación del patrimonio familiar. Este derecho le fue concedido mediante un privilegio regio en 1440, y en su testamento de 1442 asignó la villa de Villanueva de Jamuz a Suero, el segundo de sus hijos varones, como parte de su herencia y responsabilidad.

## El Paso Honroso

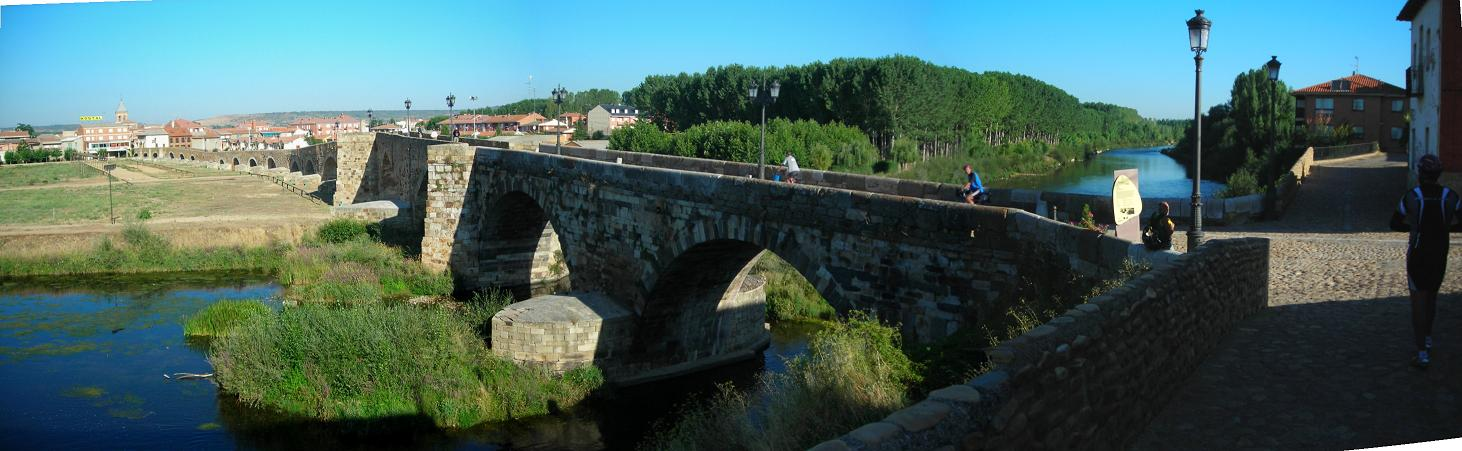
Puente sobre el río Órbigo, lugar donde Suero de Quiñones desafió a todo caballero que desease cruzarlo durante el Paso Honroso

Suero de Quiñones es recordado principalmente por el desafiante evento conocido como el «Paso honroso», que tuvo lugar en 1434 en el puente sobre el río Órbigo, cerca de Hospital de Órbigo en León. Esta célebre justa, considerada por muchos como «el episodio caballeresco más importante de la Edad Media española», fue un acto de devoción y valentía. Motivado por el deseo de honrar a una dama cuyo amor le había sido esquivo, Suero decidió cumplir un voto caballeresco al estilo de las novelas de caballería. Desde el 10 de julio hasta el 9 de agosto de 1434, él y diez caballeros de su séquito acamparon junto al puente y retaron a combate singular a cualquier caballero que intentara cruzarlo.
Este puente formaba parte de una ruta de peregrinación europea hacia Santiago de Compostela, y durante la temporada veraniega, miles de peregrinos atravesaban el lugar. Suero y sus hombres juraron solemnemente «romper 300 lanzas» para demostrar su honor y devoción. En total, participaron en 166 combates, durante los cuales el grupo mantuvo el paso sin ser vencido, enfrentándose a caballeros venidos de distintos reinos.
Los detalles de este evento fueron recogidos minuciosamente por el notario de la ciudad, Luis Alonso Luengo, quien escribió el Libro del passo honroso, una crónica de primera mano que documenta cada aspecto de la justa. Al cabo de más de un mes de combate, Suero y sus compañeros, heridos de gravedad, declararon que su voto había sido cumplido. Además, debido a las molestias causadas al tráfico de peregrinos, el valido del rey Álvaro de Luna les ordenó desalojar el puente, lo que marcó el fin de la contienda. La fama de Suero de Quiñones perduró en la memoria popular y su historia se convirtió en símbolo de la caballería medieval, inspirando incluso a Cervantes en su obra Don Quijote de la Mancha, donde Suero es citado como ejemplo de caballería romántica.

## Muerte
Tras su glorioso momento en el Paso Honroso, Suero de Quiñones continuó su vida como caballero hasta su muerte en Barcial de la Loma en 1456. Falleció en circunstancias violentas, «asesinado por los peones de Gutierre de Quijada, con quien mantenía rivalidades y conflictos personales». Este episodio marcó el fin de una vida marcada por la devoción caballeresca y la agitación política de su tiempo, dejando un legado imborrable en la tradición caballeresca española.

## Matrimonios y descendencia
Suero de Quiñones contrajo matrimonio con Leonor de Tovar, hija de Juan de Tovar, señor de Cevico de la Torre. De este matrimonio nacieron dos hijos:
- Suero de Quiñones, quien heredó el señorío de Gordaliza de la Loma y contrajo matrimonio con Mencía de Castro y de Lemos.[1]
- Teresa de Quiñones, casada con Juan de Vega, señor de Grajal de Campos,[1] con quien consolidó alianzas estratégicas que fortalecieron los vínculos de la familia con otras casas nobles de la región.

## Legado cultural y literario
El episodio del Paso Honroso ha sido interpretado y analizado a lo largo de los siglos, no solo como un hecho histórico, sino también como un símbolo del ideal caballeresco. Suero de Quiñones es citado en el Don Quijote de la Mancha como un referente de la caballería romántica. Este acontecimiento también ha inspirado obras literarias y estudios históricos, siendo objeto de leyendas y mitos que han alimentado la imaginación popular. Además, el Puente de Órbigo y sus alrededores son hoy un lugar de interés cultural e histórico, donde cada año se conmemora el Paso Honroso con recreaciones de justas medievales.